# Філософська кав'ярня
Філософська кав'ярня (фр. Le café philosophique) — відкрита філософська дискусія в кав'ярні, чи в іншому публічному місці. Подібна зустріч — це не неформальна розмова в закладі швидкого харчування чи бажання «змінити світ», на що може наштовхнути назва зустрічі, а скоріше організована сесія, яка починається у визначений час, з визначеною темою та включає навчання початківців. Часто тема розмови визначається разом на початку сеансу за списком пропозицій учасників.

## Історія

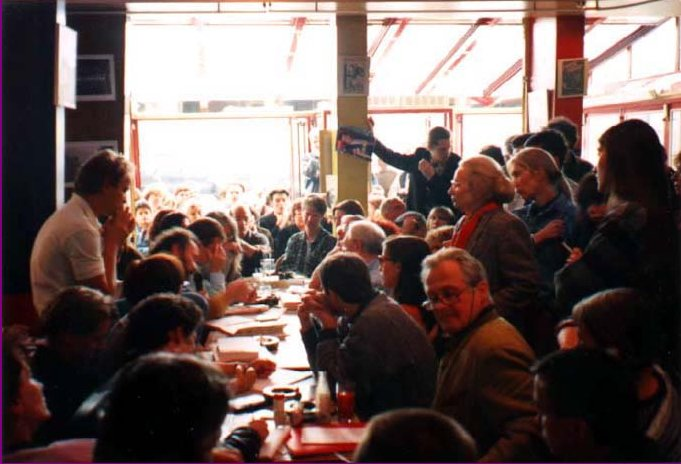
Марк Соте в Cafe des Phares (Paris 1994)

Бере свій початок з античного філософського бенкету учнів Сократа. Безпосередніми попередниками філософських кав'ярень вважаються літературні салони. За деякими свідченнями, на формування філософських кав'ярень повпливав телевізійний жанр ток-шоу, де учасники розділені на три категорії: ведучий, доповідач і слухачі. Новітню традицію cafe-filo дослідники виводять від Марка Соте (фр. Marc Sautet) і від його «Кафе маяків» на площі Бастилії в Парижі.
Соте заснував першу філософську кав'ярню 13 грудня 1992. Він збирав своїх друзів у своєму «кафе-філо» щонеділі об 11 годині і розпочинав філософські дебати («бої ідей»), які тривали близько двох годин. Його філософія була поверненням до основних принципів міркування призначена для широкого загалу, а не аристократів. Перші зустрічі мали близько десятка учасників. Скоро з'явилися студенти університетів, а за ними й прості ексцентричні люди з вулиці, незайняті таксисти і багаті жінки. Це стало щотижневим заходом, популярність якого зросла до 200 людей на кожному зібранні. Соте приніс філософію у громаду завдяки своїй Філософській кав'ярні. Науковці не сприйняли його, бо вважали це віроломством щодо «нормальної» філософії, яку вивчають в університетах.
Теми, обговорювані у кав'ярнях, можуть бути від міфу про Санта Клауса до понять правди, краси, сексу чи смерті. Піднімаються такі питання як «Що таке факт?» і «Чи є надія насильством?». Марк Соте робив обговорення захоплюючими і цікавими. Ідея полягала у тому, щоб зібрати людей разом на дружньому громадському форумі, де б вони могли обговорювати різні ідеї та теорії. Кав'ярня була місцем із відповідною атмосферою, де люди відпочивали, п'ючи каву і ведучи бесіди. Ця ідею зрештою розвинулася у Філософське кафе, яке він заснував.
Зараз існують також кав'ярні «психо», «соціо» чи теологічні (богословські, що об'єднують людей, які хочуть вільно обговорювати теми, які цікавлять їх, але ця практика більше схожа на конференцію чи літературний салон, із запрошеним оратором, якого аудиторія запитує наприкінці виступу.

## Принципи
Настрої в філокав’ярні — це настрої толерантності, відкритості і плюралізму, що робить захід властивим демократичному суспільству. Засновник Марк Соте (Marc Sautet) наполягав, що філософія поверне своє місце дебатам у сучасному суспільстві, як інструмент критичного мислення і свободи, сприяння пильності і ясності серед відповідальних громадян. Саме тому кожна філософська кав’ярня є автономною і жодна установа, партія або секта не могла захопити її, щоб зробити ідеологічним інструментом або набором адептів у свої лави, незважаючи на численні спроби, жодна подібна організація не може об'єднати ці місця чи створити з ними федерацію через учасників, які є надто незалежними.
Ця інноваційна практика була перейнята в цілому в Франції і породила нове слово: "філокав’ярня" («café-philo»), яка, принаймні у Франції, стала позначати тип пристрою для обговорення, вираз може бути застосований і до заходу в інших місцях, у кафе, бібліотеках, медіа-центрах, культурних центрах, молодіжних центрах, будинках іммігрантів, притулках для бездомних і навіть на бізнес-семінарах.
Вона має популярність серед діячів культури і суспільства, оскільки це підвищує відповідальність за слово, дух діалогу та громадської дискусії. Установи національної освіти у Франції у свою чергу захопилися ідеєю розвитку цього типу обговорення в класі. Він практикується навіть у тюрмах. А місцевий бізнес пропонує філокав’ярні в навчальних семінарах.
Як явище філокав’ярні, оскільки зародилися в Парижі, можуть бути пов'язані з літературними салонами вісімнадцятого століття, а також з часом, коли Сартр і його друзі проводили зустрічі в кав’ярнях Латинського кварталу, але ці прецеденти мають різний характер.
Ідея руху далі у власних думках є наскрізною на зустрічах. У цьому сенсі, роль посередника важлива, він повинен мати різноманітні навички: аргументації, відкритий розум, знання групової динаміки, відтворення музики і пам'ять зберегти, організувати і зв'язати кілька внесків учасників, не занурюватися в хаос або в тему. Ведучий використовує філософські дотепи, іронію і метод Сократа, як і Сократ зробив у діалогах Платона, він намагається зіштовхнути учасників, вийти за рамки простого переконання чи упередження, він також повинен бути в змозі зрозуміти основні проблеми обраної теми, зробити вибірку і по можливості остаточний синтез. Він також повинен залишатися нейтральним у сфері політики, релігії чи етики, заохочувати учасників говорити без цензури, щоб забезпечити належну поведінку та шанобливе обговорення, і справедливість у розподілі слова, що іноді дуже важко.
Деякі учасники відповідають за певні функції: представлення теми, розподіл мови, остаточний синтез, деякі воліють розпочати обговорення з читання тексту, інші, з цитати, чи навіть зображення. У Кафе маяків у Парижі були навіть проведені дебати-суперечки як на факультетах теології в Середні віки.